# كاني سور مير
كاني سور مير (بالفرنسية: Cagnes-sur-Mer)‏ هي  بلدية فرنسية تقع في إقليم الألب البحرية من منطقة بروفنس ألب كوت دازور في جنوب شرق فرنسا. تبلغ مساحة هذه المدينة 17.95 (كم²)، وترتفع عن سطح البحر م، يبلغ عدد سكانها 48926 نسمة حسب إحصاء المعهد الوطني للإحصاء والدراسات الاقتصادية سنة 2009 م. وترأس Louis Nègre البلدية خلال فترة (2008-2014).

## معرض صور

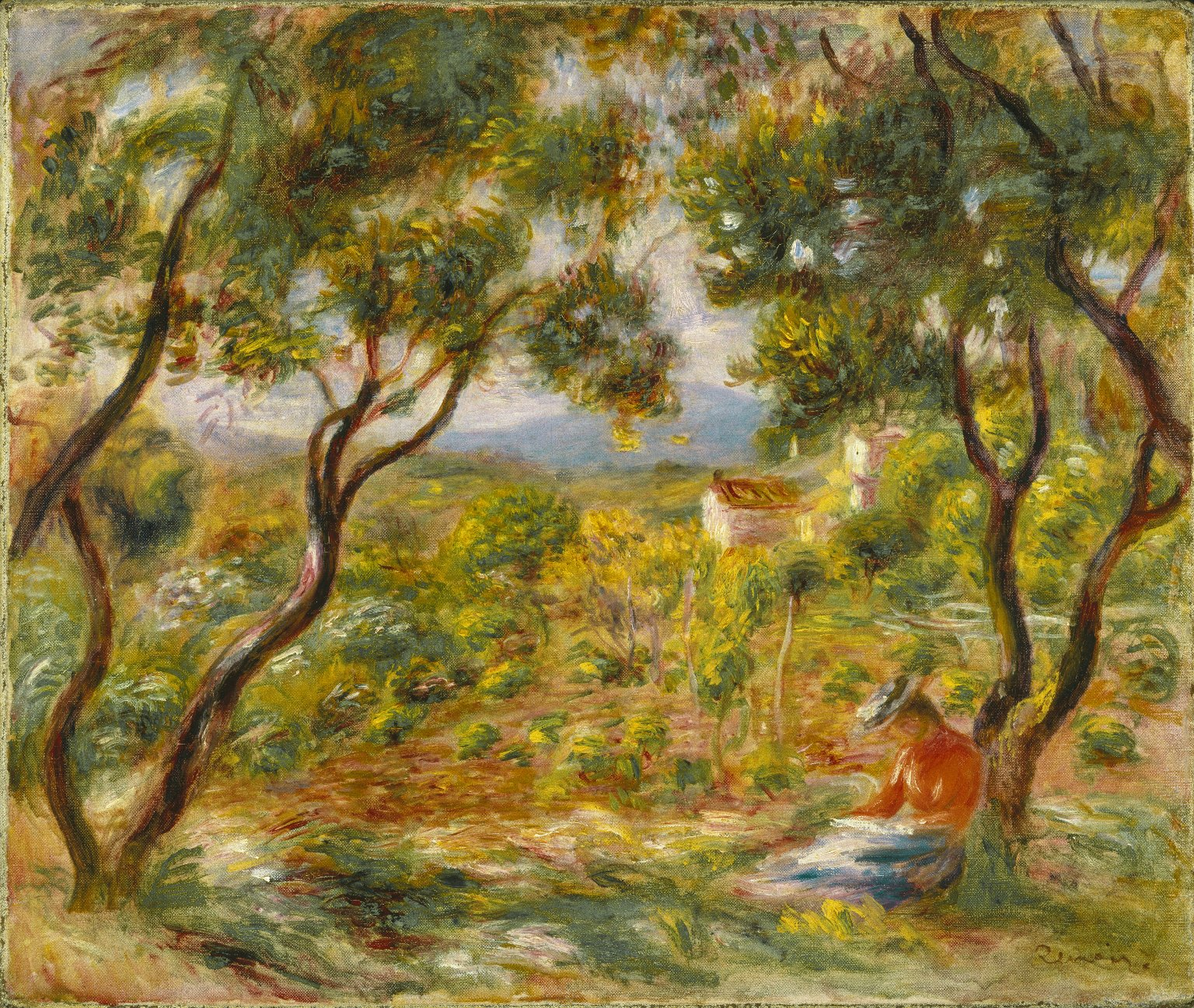
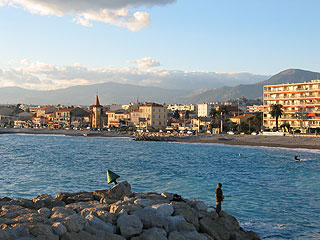
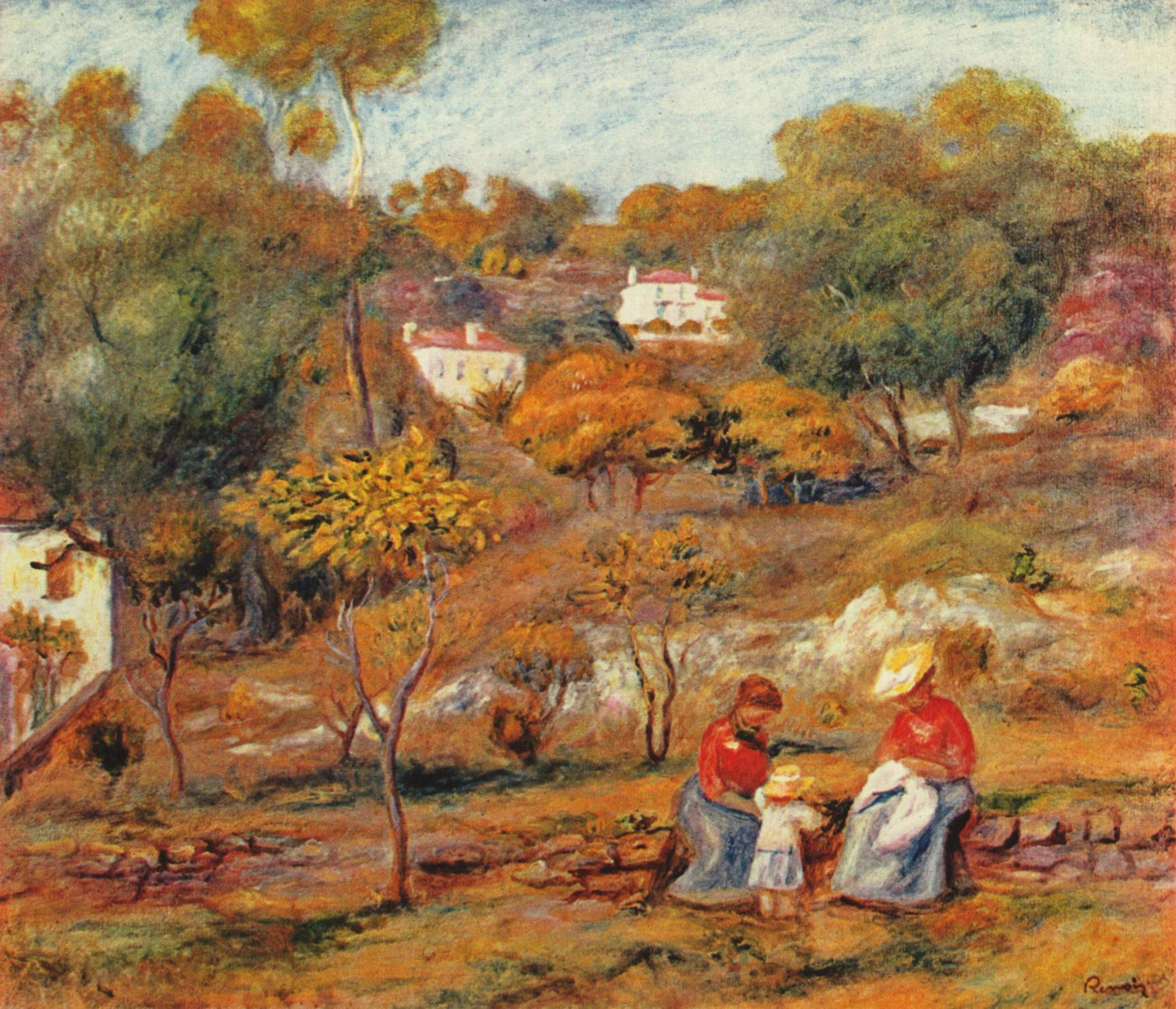
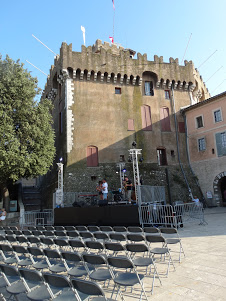

## توأمة
لكاجنيس سور مير اتفاقيات توأمة مع:
- باساو

## أعلام
- كيم تيلي
- رومان باستوريلي
- جوليان برون
- دوريان كادي
- إيزابيل غالاغير

## وصلات خارجية
- صفحة البلدية على موقع المعهد الوطني للإحصاء والدراسات الاقتصادية